# Castiarina costipennis
Castiarina costipennis es una especie de escarabajo del género Castiarina, familia Buprestidae. Fue descrita científicamente por Saunders en 1869.